# Дентон (Северна Каролина)
Дентон (енгл. Denton) град је у америчкој савезној држави Северна Каролина.

## Демографија
По попису из 2010. године број становника је 1.636, што је 186 (12,8%) становника више него 2000. године.
| Група             | 2000.         | 2010.         |
| Белци             | 1.404 (96,8%) | 1.599 (97,7%) |
| Афроамериканци    | 9 (0,6%)      | 2 (0,1%)      |
| Азијати           | 5 (0,3%)      | 0 (0,0%)      |
| Хиспаноамериканци | 29 (2,0%)     | 17 (1,0%)     |
| Укупно            | 1.450         | 1.636         |